# The Firing Line (film 1919)
The Firing Line è un film muto del 1919 diretto da Charles Maigne.

## Trama
Sheila Cardross scopre per caso di essere figlia adottiva. Sposa allora segretamente Louis Malcourt a causa del suo nome, ma non si lascia mai toccare dal marito. A Palm Beach, conosce John Garret Hamil III: i due si innamorano, ma lei rifiuta di chiedere il divorzio così da poterlo sposare per non traumatizzare i genitori adottivi. Quando viene costretta a rivelare ai suoi del matrimonio, loro le chiedono di rendere pubblica l'unione e di rifare la cerimonia con Malcourt. Le nozze provocano la reazione di Garret, che si ammala seriamente. Viene curato da Sheila con il consenso di Malcourt che, rendendosi conto di quanto i due siano innamorati, durante una seduta spiritica invoca suo padre per chiedergli cosa fare. Il morto gli consiglia di suicidarsi. Dopo la morte di Malcourt, Sheila e Garret sono liberi di sposarsi.

## Produzione
Il film fu prodotto dalla Famous Players-Lasky Corporation. Venne girato a Fort Lee, nel New Jersey, sul Lake Placid, nello stato di New York e a Miami, in Florida

## Distribuzione
Distribuito dalla Famous Players-Lasky Corporation come A Paramount-Artcraft Special, il film - presentato da Adolph Zukor - uscì nelle sale cinematografiche USA il 6 luglio 1919.
La pellicola viene considerata presumibilmente perduta.